# ايمانويل أنتوي
ايمانويل أنتوي (بالإنجليزية: Emmanuel Antwi)‏ هو رياضي ولاعب كرة قدم غاني، ولد في 5 مايو 1996 في غانا. لعب مع ليبرتي بروفشنالز ‏.

## وصلات خارجية
- ايمانويل أنتوي على موقع قاعدة بيانات كرة القدم.إي يو (الإنجليزية)
- ايمانويل أنتوي على موقع Soccerway.com (الإنجليزية)
- ايمانويل أنتوي على موقع GSA (الإنجليزية)